# 达马纳加尔
达马纳加尔（Dhamanagar），是印度奥里萨邦Bhadrak县的一个城镇。总人口18555（2001年）。

## 人口
该地2001年总人口18555人，其中男性9423人，女性9132人；0—6岁人口2870人，其中男1410人，女1460人；识字率52.24%，其中男性为60.99%，女性为43.21%。